# Mario Melchiot
Mario Melchiot (Amszterdam, 1976. november 4.) holland válogatott labdarúgó, jelenleg az angol Wigan Athletic hátvédje.
Melchiot profi pályafutását az Ajax Amsterdamban kezdte.1996. augusztus 21-én debütált NAC Breda {1:0-ra nyertek} ellen. Az első szezonban 23, az 1997-1998-as szezonban 26 és 1998-1999-es szezonban 24 meccset játszott és 1 gólt rúgott. Az Ajax megnyerte a bajnoki címet, 1998-ban.
1999 nyarán az angol Chelseahez igazolt. Akkori menedzsere, Claudio Ranieri inkább Glen Johnsont választotta jobbhátvédként, ezért igazolt át 2004-ben a Birmingham Cityhez (Mourinho aztán még megvette a Portugál Paulo Ferreirát, ezáltal már esélye sincs beilleszkednie a kezdő tizenegybe).
2006 nyarán megvette a Stade Rennais Melchiotot. Ott visszatért a régi formája; beilleszkedett a kezdő tizenegybe és negyedikek lettek a ligában. Wiganék 2007-ben ingyen megszerezték Melchiotot.
A nemzeti válogatottban debütált 2000. október 11-én Portugália {2:0-ra vesztettek} ellen. A nemzeti válogatottban összesen 22 meccset játszott, gólt nem szerzett.